# Selenops
Selenops este un gen de păianjeni din familia Selenopidae.

## Specii[1]
- Selenops abyssus
- Selenops actophilus
- Selenops aculeatus
- Selenops aequalis
- Selenops agumbensis
- Selenops aissus
- Selenops alemani
- Selenops angelae
- Selenops angolaensis
- Selenops annulatus
- Selenops ansieae
- Selenops australiensis
- Selenops bani
- Selenops banksi
- Selenops bifurcatus
- Selenops brachycephalus
- Selenops bursarius
- Selenops buscki
- Selenops cabagan
- Selenops camerun
- Selenops canasta
- Selenops candidus
- Selenops caney
- Selenops cocheleti
- Selenops comorensis
- Selenops cordatus
- Selenops cristis
- Selenops curazao
- Selenops debilis
- Selenops dilamen
- Selenops dilon
- Selenops ducke
- Selenops ecuadorensis
- Selenops feron
- Selenops florenciae
- Selenops formosanus
- Selenops formosus
- Selenops galapagoensis
- Selenops geraldinae
- Selenops gracilis
- Selenops hebraicus
- Selenops iberia
- Selenops ilcuria
- Selenops imias
- Selenops insularis
- Selenops intricatus
- Selenops isopodus
- Selenops ivohibe
- Selenops jocquei
- Selenops juxtlahuaca
- Selenops kikay
- Selenops kruegeri
- Selenops lavillai
- Selenops lepidus
- Selenops lesnei
- Selenops levii
- Selenops lindborgi
- Selenops littoricola
- Selenops lobatse
- Selenops lucibel
- Selenops lumbo
- Selenops lunatus
- Selenops manzanoae
- Selenops maranhensis
- Selenops marcanoi
- Selenops marginalis
- Selenops marilus
- Selenops melanurus
- Selenops mexicanus
- Selenops micropalpus
- Selenops minutus
- Selenops montigenus
- Selenops morosus
- Selenops nesophilus
- Selenops nigromaculatus
- Selenops nilgirensis
- Selenops occultus
- Selenops oculatus
- Selenops ollarius
- Selenops onka
- Selenops ovambicus
- Selenops para
- Selenops pensilis
- Selenops peraltae
- Selenops petrunkevitchi
- Selenops phaselus
- Selenops pygmaeus
- Selenops radiatus
- Selenops rapax
- Selenops rosario
- Selenops sabulosus
- Selenops saldali
- Selenops salvadoranus
- Selenops scitus
- Selenops secretus
- Selenops shevaroyensis
- Selenops siboney
- Selenops simius
- Selenops spixi
- Selenops submaculosus
- Selenops sumitrae
- Selenops tehuacanus
- Selenops tenebrosus
- Selenops tiky
- Selenops tomsici
- Selenops tonteldoos
- Selenops trifidus
- Selenops vagabundus
- Selenops vigilans
- Selenops willinki
- Selenops vinalesi
- Selenops viron
- Selenops ximenae
- Selenops zairensis
- Selenops zuluanus
- Selenops zumac